# Sesamia creticoides
Sesamia creticoides là một loài bướm đêm trong họ Noctuidae.